# Joachim Cochlovius
Joachim Cochlovius (* 29. August 1943 in Teplitz-Schönau) ist ein deutscher lutherischer Theologe der Erweckungsbewegung sowie Buchautor. Er ist Pastor der Evangelisch-Lutherischen Landeskirche Hannovers, außerdem ist er als Berater in der Eheseelsorge tätig.

## Leben und Wirken
Joachim Cochlovius legte sein Abitur 1963 in Berlin ab und studierte dann Evangelische Theologie und Philosophie in Berlin, Münster und Erlangen. Seine Vikariatszeit absolvierte er in Erlangen-Büchenbach. 1977 wurde er an der Universität Erlangen mit einer Arbeit zum Thema Bekenntnis und Einheit der Kirche im deutschen Protestantismus 1840–1850 zum Dr. theol. promoviert.
Von 1974 bis 1979 war Cochlovius auf seiner ersten Pfarrstelle in der Gemeinde St. Jakobus in Berg (Oberfranken) tätig. Von 1979 bis 1996 war er Studienleiter des Geistlichen Rüstzentrums Krelingen. Dieses hat sich u. a. die Ausbildung angehender Theologen zur Aufgabe gesetzt. Cochlovius war von 1996 bis 2022 hauptamtlich tätiger 1. Vorsitzender des innerhalb der evangelischen Landeskirchen arbeitenden Gemeindehilfsbundes. 2022 gab er den Vorsitz an Stefan Felber ab.
Unter seinem Vorsitz startete der Gemeindehilfsbund 2003 den Aufruf „Seelsorgerliche Hilfe statt kirchlicher Anerkennung für gleichgeschlechtliche Partnerschaften“ an diejenigen Gemeinden aus Gliedkirchen der EKD, die kritisch zur Segnung gleichgeschlechtlicher Paare stehen, offen ihre Überzeugung zu bekennen und sich durch Eintrag in einer Adressenliste auch für andere Gemeinden zu erkennen zu geben. Bis zum September 2006 haben sich hier 123 Gemeinden (von insgesamt rund 16.200 EKD-Gemeinden) bereit erklärt, diesem Aufruf zu folgen.
Im Jahr 2004 wurde unter Initiative von Joachim Cochlovius das Gemeindenetzwerk gegründet. Er vertritt den Standpunkt, dass eine Erneuerung in der Volkskirche dringend notwendig sei, da das biblische Evangelium mehr und mehr „mit Füßen getreten“ werde und sich Bischöfe und Pfarrer zunehmend vom 2000 Jahre alten biblischen Konsens verabschiedeten.

## Familie
Cochlovius lebt mit seiner Frau Lieselotte in Walsrode. Aus der Ehe gingen vier Kinder hervor.

## Schriften (Auswahl)
- Arbeitsbuch Hermeneutik. Walsrode 1983.
- Strategien für eine bessere Welt. Kritische Kurzdarstellung moderner Befreiungskonzepte. 1984, ISBN 3-77510927-7.
- Hrsg. mit Peter Zimmerling: Evangelische Schriftauslegung – ein Quellen- und Arbeitsbuch für Studium und Gemeinde. 1987, ISBN 3-417-29329-4.
- Lieben und Helfen – ein Eheseminar. 6. Aufl. 2010, ISBN 3-41712429-8.
- Eine zweite Ehe? 1992, ISBN 3-41720485-2.
- Glauben, hoffen, lieben – ein Glaubensseminar. 1994, ISBN 3-77512194-3.
- Unter Gottes Herrschaft – Das Lebensprogramm der Bergpredigt. 1997, ISBN 3-86147147-7.
- Dem Demütigen gibt Gott Gnade – Erläuterungen zum Buch Hiob. 1997, ISBN 3-86147160-4.
- Leben im Zeichen des Kreuzes. Eine Auslegung des Römerbriefs. Hänssler, Neuhausen-Stuttgart 1997, ISBN 3-7751-2651-1.
- Kampf und Ziel der Gemeinde Jesu. Die Botschaft der beiden Briefe des Apostels Paulus an Timotheus. 1998, ISBN 3-86147171-X.
- Die wahre Freude – Der wahre Reichtum – Eine Auslegung des Philipper- und Kolosserbriefes. 1999, ISBN 3-86147183-3.
- Die Freiheit des Glaubens. Eine Auslegung der beiden Briefe des Apostels Paulus an die Korinther. 1999, ISBN 3-77512651-1.
- Die wahre Freiheit – Die wahre Einheit. Eine Auslegung des Galater- und Epheserbriefes. 2000, ISBN 3-86147205-8.
- Unser Vater im Himmel – Gedanken zum Vaterunser. 2003, ISBN 3-50119705-5.
- Gottes ausgestreckte Hände. Eine Auslegung der Zehn Gebote. 2007, ISBN 978-3-937965-88-8.
- Sein Ruhm unsere Freude. Liederbuch. 18. Aufl. 2008.
- Fröhlich sein trotz Vergänglichkeit. Eine Auslegung des Predigerbuchs. 2009, ISBN 978-3-86147-310-7.
- Siehe, ich mache alles neu. Das Buch der Offenbarung Jesu Christi. 2011, ISBN 978-3-941750-39-5.
- Mitarbeit an Theologische Realenzyklopädie.